# Intimacy (Album)
Intimacy (deutsch: „Intimität“) ist das dritte Studioalbum der britischen Indie-Rock-Band Bloc Party. Es wurde am 21. August erstmals als Download auf der Website der Band veröffentlicht, die Veröffentlichung auf CD erfolgte knapp zwei Monate später, am 24. Oktober 2008.

## Hintergrundinformationen
Schon im Vorgängeralbum wurde die Musik der Band durch elektronische Einflüsse unterlegt, doch die Band traute sich nicht, die Instrumentierung weiter in den elektronischen Bereich zu bringen. Das änderte sich mit der Veröffentlichung der Single Flux, die auf der Wiederveröffentlichung des Vorgängers enthalten war. Der Song öffnete der Band die Möglichkeit, stilistisch in jede beliebige Richtung zu gehen.
Mitte des Jahres 2008 fanden im Südosten Englands geheime Aufnahmesessions statt. Die Band zielte auf einen ähnlichen Arbeitsprozess wie bei der Single Flux, die innerhalb von einer Woche fertiggestellt worden war. Bis zur Fertigstellung von Intimacy vergingen zwei Wochen. Die Produzenten der Vorgängeralben Paul Epworth und Jacknife Lee schlossen sich dem Produktionsteam an, da die Band das Gefühl hatte, mit den beiden noch „unerledigte Arbeit“ zu haben. Kele Okereke erklärte, zwei verschiedene Produzenten ließen auch Spielraum für verschiedenste musikalische Einflüsse. Epworth fokussierte sich auf den Klang der Songs, die die Dynamik einer Liveband behalten sollten, während Lee die Entwicklung des Sounds in die elektronische Richtung lenkte, indem er mit der Band Lieder erstellte. Die Produzenten arbeiteten an jeweils fünf der ursprünglich zehn Lieder des Werks mit.
Laut Okereke wollte die Band ihre Musik in Richtung R&B und Electronica bringen, indem sie die Rauheit von Silent Alarm mit den Erfahrungen der Aufnahmen zu A Weekend in the City kombinierten. Der Frontmann holte sich Inspiration vom Siouxsie-and-the-Banshees-Song Peek-A-Boo und wollte eine „Rock-Interpretation von Dancemusik“ kreieren.
Zur Instrumentierung wurden Blechbläser und ein Kammerchor als zusätzliche Musiker engagiert. Drumcomputer und verzerrte Gitarren wurden stärker als in den Vorgängern eingesetzt. Okerekes Stimme wurde ebenfalls in manchen Songs als Instrument verwendet, durch den Einsatz von Loops oder Vocodern.

## Promotion

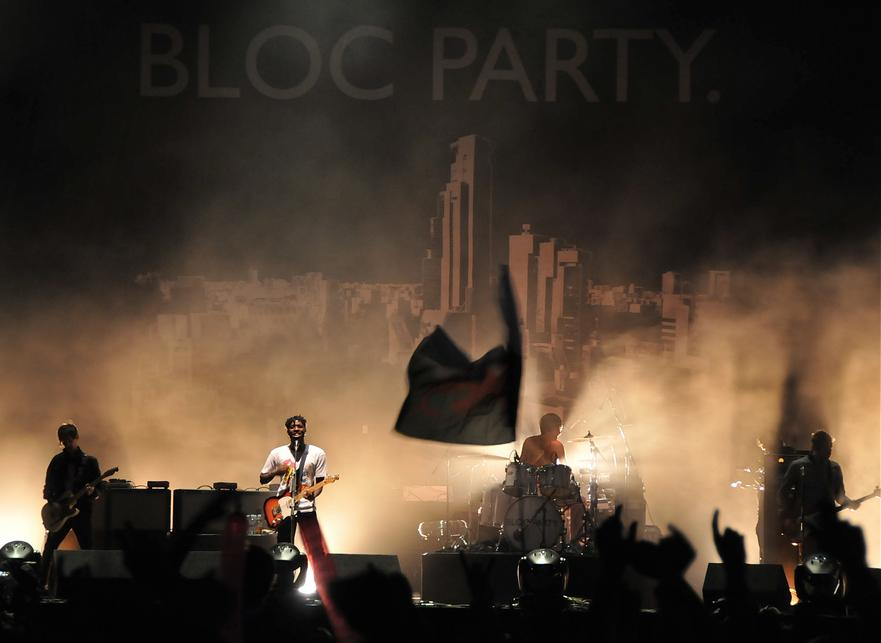
Bloc Party spielen Songs des Albums Intimacy kurz nach dessen Veröffentlichung auf dem Reading Festival.

Nach den Aufnahmen gingen Bloc Party in Nordamerika und auf einigen europäischen Sommerfestivals auf Tour. Einer der aufgenommenen Tracks Mercury wurde als erste Single in Großbritannien am 11. August 2008 veröffentlicht. Sie erreichte Platz 16 der Singlecharts. Am 18. August verkündeten Bloc Party über ihren Webcast die Fertigstellung des Albums und eine Veröffentlichung innerhalb der nächsten 60 Stunden. Die Band entschloss sich zu diesem Schritt, um – in Zeiten der großen Reichweite des Internets – die Bedeutung einer Albumveröffentlichung wiederzubeleben. Am 21. August schließlich wurde das Album veröffentlicht.
Der Albumtitel Intimacy sollte die Leute, die sich für das Album interessieren, überraschen:

„Man denkt sofort an weinerliche Balladen. Man erwartet nichts Barsches oder Hässliches. Aber das sind Beziehungen nun mal. Es geht nicht nur um die guten Zeiten.“

## Texte

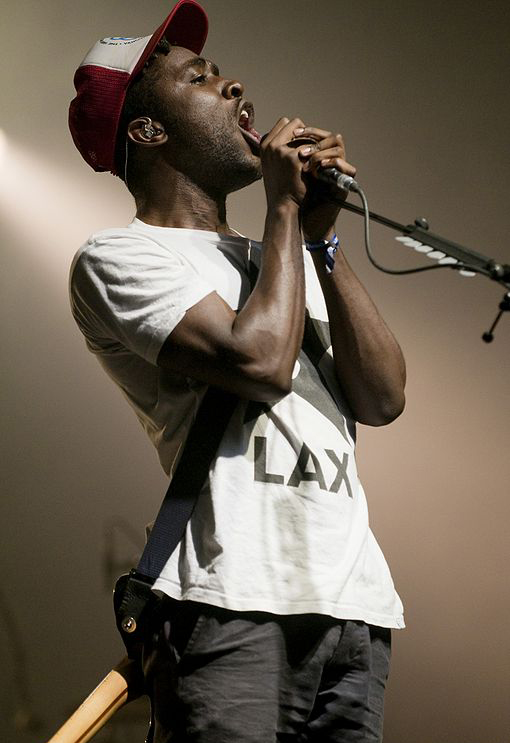
Kele Okereke, Frontmann von Bloc Party.

Die Texte von Intimacy wurden durch den Bruch einer Beziehung des Sängers Kele Okereke inspiriert. Er erklärte dem Rolling Stone, dass er die Zuhörer nicht mit typischen Herzschmerz-Klischees begnügen wollte, sondern eigene, echte Emotionen in die Stücke bringen wollte.
Drei Songs beziehen sich auf die griechische Mythologie: Ares wurde nach dem Kriegsgott benannt, Trojan Horse nach dem trojanischen Pferd der Griechen, Zephyrus nach der Windgottheit Zephyr. Die Erzählung der Lieder dreht sich immer um zwei Personen und ist auf die Beziehungen zwischen Freunden, Liebhabern und Feinden gerichtet.
Biko bedeutet „Geschätzter“ auf Igbo – einer Sprache die in Nigeria, dem Heimatland Okerekes, gesprochen wird. Der Begriff wird verwendet, wenn man einen Menschen anfleht, etwas zu tun. Okereke dementierte, dass der Song nach dem ermordeten Bürgerrechtler Steve Biko benannt sei. Der Text von One Month Off beschäftigt sich mit der Beziehung zu einem jüngeren und untreuen Menschen, während Zephyrus sich mit einer ignorierten und missachteten Entschuldigung befasst. Der Text des letzten Songs Ion Square basiert auf dem Gedicht „I Carry Your Heart With Me“ von E. E. Cummings.

## Illustration
Das Albumcover zu Intimacy zeigt eine Nahaufnahme der Mundpartie zweier Gesichtern, deren Lippen sich fast berühren. Dieser Ausdruck von Intimität (Intimacy) findet sich auch im Booklet des Albums wieder, in dem sich Bilder von Händen, die über Haut streichen und durch Haare fahren, finden. Insgesamt ist das Booklet sehr kurz gehalten, denn es enthält weder Songtexte noch Danksagungen, lediglich die Credits sind aufgelistet.

## Kritik
Die Rezension zu Intimacy war überwiegend positiv.

„Neben dem erzählerischen Neuland fasziniert auch das frische Sounddesign. Mit großer Experimentierfreude sind hier Synthieflächen, Hall-Effekte, gesampelte Stimmen und phobische Sci-Fi-Klänge à la John Carpenter untergebracht worden, die oft an Portisheads Third erinnern. Ohnehin verhält sich vorliegendes Werk zu A Weekend in the City wie Kino zur Short-Story-Sammlung…
So oder so bleiben Bloc Party Meister der Dialektik: Hektische Beats vs. Melancholie, Flächen vs. Glockenspiel, technoide Kälte vs. warme Vocals, Elektronik vs. Rock. Dass das funktioniert, ist auch 2008 noch ein kleines, postmodernes Wunder.“

## Titelliste
| Nr.          | Titel              | Autor(en)                                                  | Produktion   | Länge |
| ------------ | ------------------ | ---------------------------------------------------------- | ------------ | ----- |
| 1.           | Ares               | Kele Okereke • Russell Lissack • Gordon Moakes • Matt Tong | Jacknife Lee | 3:30  |
| 2.           | Mercury            | Okereke • Lissack • Moackes • Tong                         | Lee          | 3:53  |
| 3.           | Halo               | Okereke • Lissack • Moackes • Tong                         | Paul Epworth | 3:36  |
| 4.           | Biko               | Okereke • Lissack • Moackes • Tong                         | Lee          | 5:01  |
| 5.           | Trojan Horse       | Okereke • Lissack • Moackes • Tong                         | Epworth      | 3:32  |
| 6.           | Signs              | Okereke • Lissack • Moackes • Tong                         | Lee          | 4:40  |
| 7.           | One Month Off      | Okereke • Lissack • Moackes • Tong                         | Epworth      | 3:39  |
| 8.           | Zephyrus           | Okereke • Lissack • Moackes • Tong                         | Lee          | 4:35  |
| 9.           | Talons             | Okereke • Lissack • Moackes • Tong                         | Epworth      | 4:43  |
| 10.          | Better Than Heaven | Okereke • Lissack • Moackes • Tong                         | Lee          | 4:22  |
| 11.          | Ion Square         | Okereke • Lissack • Moackes • Tong                         | Lee          | 6:33  |
| Gesamtlänge: | Gesamtlänge:       | Gesamtlänge:                                               | Gesamtlänge: | 48:04 |

| Nr. | Titel                           | Autor(en)                          | Produktion | Länge |
| --- | ------------------------------- | ---------------------------------- | ---------- | ----- |
| 12. | Letter To My Son                | Okereke • Lissack • Moackes • Tong | Epworth    | 4:26  |
| 13. | Your Visits Are Getting Shorter | Okereke • Lissack • Moackes • Tong | Lee        | 4:39  |

## Chartplatzierungen
| ChartsChartplatzierungen       | Höchstplatzierung | Wochen |
| ------------------------------ | ----------------- | ------ |
| Deutschland (GfK)              | 18 (2 Wo.)        | 2      |
| Vereinigtes Königreich (OCC)   | 8 (9 Wo.)         | 9      |
| Vereinigte Staaten (Billboard) | 15 (1 Wo.)        | 1      |

## Besetzung
| Band: - Kele Okereke – Gesang, Gitarre, Loops - Russell Lissack – Gitarre - Gordon Moakes – Bass, Hintergrundgesang, Synthesizer, Glockenspiel, Drumcomputer, Sampler - Matt Tong – Schlagzeug, Drumcomputer, Hintergrundgesang Blechbläser: - Avshalom Caspi – Arrangements - Guy Barker – Trompete - Paul Archibald – Trompete - Sid Gault – Trompete - Derek Watkins – Trompete - Christopher Dean – Posaune - Roger Harvey – Posaune - Dan Jenkins – Posaune - Colin Sheen – Posaune Kammerchor: - James Jarvis – Dirigent - The Exmoor Singers Of London | Produktion: - Paul Epworth – Produzent - Jacknife Lee – Produzent, Programmierung - Sam Bell – Aufnahmen, Programmierung - Mark Rankin – Aufnahmen - Phil Rose – Aufnahmen (Chor und Bläser) - Matt Wiggins – Aufnahmen - Tom Hough – Aufnahmen - Alan Moulder – Mixing - Darren Lawson – Mixing - Guy Davie – Mastering Artwork: - Perry Curties – Fotografien - Rob Crane – Design |

## Intimacy Remixed
Das Album wurde am 11. Mai 2009 als Remix-Kompilation veröffentlicht. Die Original-Tracks der Deluxe-Edition wurden hierbei von verschiedenen Dance-Acts und DJs überarbeitet, unter anderem von Armand Van Helden, Mogwai und die Filthy Dukes. Der Armand Van Helden-Remix von Signs wurde als Promosingle veröffentlicht.
Das Cover des zweiten Remix-Albums von Bloc Party ist das exakte Negativ des Originalcovers.

### Titelliste
1. "Ares" (Villains Remix) – 5:31
2. "Mercury" (Hervé Is In Disarray Remix) – 4:49
3. "Halo" (We Have Band Dub) – 4:34
4. "Biko" (Mogwai Remix) – 4:24
5. "Trojan Horse" (John B. Remix) – 6:53
6. "Signs" (Armand Van Helden Remix) – 5:47
7. "One Month Off" (Filthy Dukes Remix) – 5:47
8. "Zephyrus" (Phase One Remix) – 4:10
9. "Talons" (Phones R.I.P Remix) – 5:16
10. "Better Than Heaven" (No Age Remix) – 3:01
11. "Ion Square" (Banjo Or Freakout Remix) – 4:24
12. "Letter to My Son" (Gold Panda Remix) – 5:33
13. "Your Visits Are Getting Shorter" (Optothetic Remix) – 5:06

## Chartplatzierungen
| ChartsChartplatzierungen     | Höchstplatzierung | Wochen |
| ---------------------------- | ----------------- | ------ |
| Vereinigtes Königreich (OCC) | 79 (1 Wo.)        | 1      |

### Single
Die Single Signs (Armand Van Helden Remix) erreichte keine Top-100-Platzierung. In Großbritannien erreichte sie Platz 115.